# Pasi Lunak
Pasi Lunak is een bestuurslaag in het regentschap Aceh Barat van de provincie Atjeh, Indonesië. Pasi Lunak telt 254 inwoners (volkstelling 2010).